# Fawzia Yusuf H. Adam
Fawzia Yusuf H. Adam, (Hargeisa, Somalilandia Británica) (en somalí: Fawzia Yusuf H. Adam, en árabe: فوزية يوسف الحاج أدم‎) es una activista defensora de los derechos de las mujeres, política y diplomática somalí. presidenta del Partido Democrático Nacional de Somalia (NDP) y dirige Hiigsi, una alianza de partidos somalíes. Fue la primera mujer al frente del Ministerio de Asuntos Exteriores y Cooperación Internacional de Somalia cartera que asumió del 4 de noviembre de 2012 al 17 de enero de 2014 y también fue vice primera ministra del país. Desde 2014 es diputada en el Parlamento Federal de Somalia. Está considera como una de las políticas más importantes de Somalia. En septiembre de 2021 anunció su candidatura para las elecciones presidenciales del país.

## Trayectoria
Tiene una Maestría en Relaciones Internacionales y Políticas Públicas en la Universidad John's Hopkins de Washington D. C. (1979-1981) un doctorado honorario de la Universita Popolare degli Studi di Milano, un BA de la Facultad de Educación (Al Ahfad), Umdurman de Sudán y un Diplomado de la American University Paris.
Fue fundadora del Partido Democrático Nacional. 
En noviembre de 2012 fue nombrada vice primera ministra y ministra de Asuntos Exteriores en el gobierno de Abdi Farah Shirdon convirtiéndose en la primera mujer como ministra de exteriores. Dos mujeres eran miembros del gabinete -la otra mujer ministra fue Maryam Qaasim, al frente del Ministerio de Desarrollo Humano y de los Servicios Públicos- y en el nuevo Parlamento había un 13 % de mujeres. Fue sustituida en enero de 2014 siendo sustituida por Abdirahman Duale Beyle en el Ministerio de Exteriores y por Ridwan Hirsi Mohamed en el viceprimer ministerio tras asumir la jefatura de gobierno Abdiweli Sheikh Ahmed.
Desde 2014 es una de las pocas mujeres en el Parlamento Federal de Somalia por lo que ha recibido amenazas del grupo terrorista Al Shabbab activo en Somalia en contra de cualquier participación femenina en la esfera pública.
En septiembre de 2021 anunció su candidatura a las elecciones presidenciales del 10 de octubre de 2021 siendo, tras la activista Fadumo Dayib en 2016, la segunda mujer en anunciar su candidatura a las presidenciales. Señaló que si no gana al menos habrá sido un modelo para otras mujeres en el espacio público.